# 救難隊
救難隊（きゅうなんたい 英：JASDF Air Rescue Squadron）は、1958年（昭和33年）3月より航空自衛隊に設けられ、捜索・救難機を用いた救難救助を専門とする部隊。活動エリアは陸上・海上（潜水含む）の区別なく行われ、要救助者の所属に関係なくADIZと呼ばれる防空識別圏までも含めて多機能に救難活動を行なう。救難隊の部隊名は、基地の所在する地名を付けて表され、所属する救助隊員は「メディック」の呼称で知られている。

## 概要

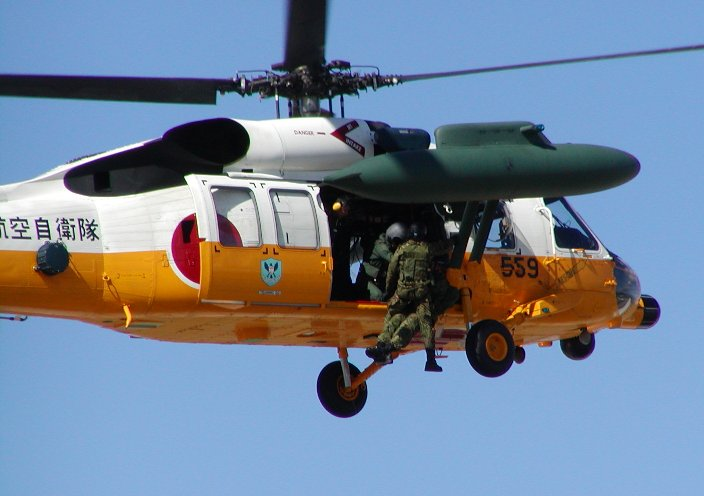
千歳救難隊（UH-60J）

救難隊は上部組織の航空救難団司令部・飛行群本部より指揮監督を受けて、主に自衛隊や在日米軍で発生した航空機の墜落事故などでの機体・乗員の捜索救難・救助活動（航空救難）を主な使命とする。
海上保安庁、警察、消防が出動困難な場合や救助困難な海上での海難事故、航空機事故、山岳救助、急患空輸、大規模災害の災害派遣などへの対応でも数多く出動している。これらの救難隊には、衛生兵を意味する通称「メディック」と呼ばれる救難員が、ジェット救難捜索機（U-125A）や救難救助ヘリコプター（UH-60J）に搭乗しており、日本国内でも練度の高い航空救難組織の一つである。このため救難活動における「最後の砦」とも呼ばれる。
民間航空機の遭難に当たっての救難隊出動は、国土交通省航空局の東京空港事務所長（羽田空港）が一義的な災害派遣の要請権限者になっており、救難区域司令官への要請が有れば直ちに航空機事故に対応している。このように救難隊は軍事的な側面だけではなく、民間人の急患搬送や救難救助はもとより、気象実験、地震発生時の偵察、火山活動の観測 などと、航空自衛隊の民生協力や民生支援としては大きな役割を担っている。
なお、空自の救難救助ヘリコプターは空中給油用の受油プローブを取り付けた機体もあり洋上救助にも出動しているが、要救助者の用件や状況により海上自衛隊の救難飛行艇を装備した救難部隊が洋上の救難に当たる場合もある。

## 沿革
救難隊設立の経緯は航空自衛隊の創設に深く関係したアメリカ空軍のエアー・レスキュー・サービス（Air Rescue Service）をモデルに、1958年（昭和33年）3月に浜松基地で臨時救難航空隊が設置され、同年10月には救難航空隊となり、1964年（昭和39年）に各地域の救難分遣隊が救難隊に改編され現在至っている。上部の組織は、1961年（昭和36年）に救難航空隊が拡充され航空救難群となり、1971年（昭和46年）航空救難群が更に拡充され航空救難団となり、1989年（平成元年）に新編された航空支援集団の隷下になったが、2013年（平成25年）3月の隷属替えにより航空救難団は航空総隊隷下の部隊となり、航空自衛隊の災害派遣や有事の際の主力部隊としての一元運用が強化された。

### 特別救難隊
1963年（昭和38年）～1969年（昭和44年）までの6年間だけ民生協力として、首都圏や伊豆諸島方面を中心とした救難救助や急患輸送を任務とする「特別救難隊」が陸・海・空の三自衛隊で編制され、航空自衛隊は入間基地の入間救難分遣隊（1964年に入間救難隊に改編）が参加した。入間救難隊は1968年（昭和43年）9月に救難任務を解かれ、同年10月に廃止された。特別救難隊廃止の背景には、1965年（昭和40年）の百里基地に百里救難隊の新編や東京消防庁へのヘリ導入よる東京消防庁航空隊創設があり、1967年（昭和42年）より東京消防庁航空隊は、特別救難隊任務の一翼を担う形で東京都市圏での活動を開始した。その後も海上自衛隊館山航空基地の第101航空隊による伊豆諸島・小笠原諸島方面の急患輸送は継続され、現在では救難飛行隊から航空分遣隊となった救難部隊が主に行なっている。陸上自衛隊では1973年（昭和48年）から航空自衛隊那覇基地に置かれた第101飛行隊があり、現在は第15ヘリコプター隊として南西諸島（琉球諸島）方面で同様の任務に就いている。

## 部隊編制・運用
- 救難隊は航空救難団飛行群司令本部よりの指揮を受け、全国の航空自衛隊基地などに分屯して、救難捜索機や救難救助ヘリを保有する10個の救難隊が、初動地域を割り当たられて活動している。
  - 各地の救難隊は航空総隊司令官が設ける中央救難調整所（RCC）により一括で統制されており、遭難現場などにいち早く展開できる体制になっており、各地の救難隊が遭難や救助の規模に応じて共同して出動する。
  - 出動態勢は24時間待機になっており、救難隊は常に緊急発進に備えている。
出動の待機状態は「救難待機」と呼ばれ、第1待機では15分以内（第2待機では2時間以内）に救難機に搭乗して出動する。
  - 救難要請の発令は出動ベルの鳴動で行なわれ、隊員はわずかの時間でジェット救難捜索機（U-125A）や救難救助ヘリコプター（UH-60J）に搭乗して現場に出動する。
- 救難隊の基本編制は、ジェット救難捜索機（2機）と救難救助ヘリ（3機）からなる専従の飛行隊（Squadron）である。
  - ジェット救難捜索機には、パイロット2名、機上無線員（レーダー、赤外線暗視装置操作）と救難員の各1名で合計4名が搭乗する。
  - 救難救助ヘリには、パイロット2名、機上整備員（フライトエンジニア）1名、救難員2名の合計5名が搭乗する。
- 捜索に当たっては、必ず速度の速い救難捜索機が救難救助ヘリコプターに先行して捜索活動を行なう。
  - ジェット救難捜索機は、捜索レーダー、赤外線暗視装置や目視で要救助者を捜索する。
  - 発見後は、要救助者の周辺に救難キットやマーカーなどを投下して、救難救助ヘリを収容地点などに誘導する。
  - 救助地点などの情報を受けた救難救助ヘリコプターは、直ちに現場に直行して要救助者を救難員が降下（ホイスト・ラペリング降下、パラシュート降下）など行い確保して救助する。
  - 海上（洋上）の救難・救助では、ヘルメット、シュノーケル、ウエット・ドライスーツ、フィンを着けた救難員が、救難救助ヘリから海中に直接降下などの方法をとる。また、潜水を伴う場合は、開式スクーバを装備して海中に直接降下する。

## 部隊の特徴
- 救難隊のモットーは、アメリカ空軍救難隊（Air Rescue Service）が創設時より使用しているエンブレムの守護聖人（天使）ともに描かれた「That others may live（他の人を生かすために・かけがえのない命を救うため）」である。
- 航空機を使った救難・救助部隊の創設は昭和33年（1958年）と、日本では他にエアーレスキュー（Air Rescue）が存在しない時代から大規模災害、航空機墜落事故、山岳救助、海難救助、航空救難や急患空輸などでも活躍している。
- 民間機の遭難等に対する対応では、東京空港事務所長からの要請で災害派遣として捜索救難活動を行う。
- 海難救助等の対応では、海上保安庁長官、各管区海上保安本部からの要請で災害派遣として捜索救難活動を行う。
- 山岳救助や大規模災害、その他の対応では、各都道府県知事からの要請で災害派遣として捜索救難活動を行う。
- 要救助者にわずかでも生存の可能性が有れば、隊員の命を賭しても救難・救助を行える体制を敷いている。
- 救難捜索機や救難救助ヘリコプターに搭乗する全ての救難員は、岐阜基地内の自衛隊岐阜病院で救急医療を含む救護・看護などの訓練や教育を受けており、航空自衛隊の衛生員として准看護師や救急救命士の資格を持つ者もいる。[7] これらの救難員が必要な場合は、救難機からパラシュート降下などを行ない要救助者の救護・看護等を行なうことも出来る。
- 部隊名は「○○救難隊」と全国の基地所在の地名で表されている。
  - 千歳[8]、秋田[9]、松島[10]、新潟、百里、小松、浜松、芦屋、新田原、那覇[11] の各基地に救難隊が所在し、小牧基地には航空救難の教育・訓練を行なうとともに、緊急時の救難および物資輸送の部隊として救難教育隊が設置されている。

## 所属航空機
- 1958年（昭和33年）～1963年（昭和38年）：救難ヘリコプター（H21）
- 1958年（昭和33年）～1970年（昭和45年）：連絡・捜索機（T-6）
- 1958年（昭和33年）～1972年（昭和47年）：救難ヘリコプター（H19）
- 1958年（昭和33年）～1982年（昭和57年）：連絡・捜索機（T-34A）
- 1963年（昭和38年）～1968年（昭和43年）：救難ヘリコプター（S-62）
- 1968年（昭和43年）～2008年（平成22年）：救難捜索機（MU-2S）
- 1967年（昭和42年）～2009年（平成22年）：救難救助機（KV-107）
- 1992年（平成 4年）～現有機：救難救助機（UH-60J）
- 1996年（平成 8年）～現有機：救難捜索機（U-125A）

### 次期救難救助機
防衛省・航空自衛隊では、救難隊用の次期救難救助ヘリ選定でKE-101（アグスタウエストランド）やEC-725（ユーロコプター）が候補に挙がったが、UH-60J（近代化）と呼ばれるシコルスキーのライセンス生産（三菱重工業）である現有機を改良した機種が選択された。KE-101、EC-725は共に大型ヘリコプターで、KE-101は海上自衛隊では、機雷掃海機や輸送ヘリとして呼称違いのMCH-101を使用している。EC-725はフランス空軍などが主に人員輸送や救難用途に使用している。

## 装備
- 救難捜索機（最高速度：815km/h 航続距離：4200km）：気象レーダー、捜索レーダー、赤外線暗視装置、救難キット投下装置
- 救難救助機（最大速度：265 km/h 航続距離：1,295 km）：気象レーダー、捜索レーダー、赤外線暗視装置、慣性航法装置、ホイスト昇降装置、増槽、空中給油装置
- 救難員装備：暗視ゴーグル、ヘルメット、開式スクーバ、ウエット・ドライスーツ、シュノーケル、フィン、ゴムボート、各種担架、ビバーク用品、パラシュート（MC－5）[12]

## 各救難隊の主な出動
- 1959年（昭和34年）9月26日 - 浜松救難航空隊は伊勢湾台風での被災者救助のために救難作業に従事する。
- 1963年（昭和38年）1月～3月 - 日本海側の地方を襲った昭和38年1月豪雪に各地の救難分遣隊が出動した。
- 1985年（昭和60年）8月12日 - 百里救難隊は、日本航空のジャンボ機墜落事故（日本航空123便墜落事故）ではいち早く現場に出動して墜落場所を特定した。しかし、要請権限を持つ東京空港事務所長が災害派遣要請を出したのは１時間40分後と遅れ、救難員の救助作業も事故機の火災や樹木による障害のため夜間の降下を断念した。
- 1997年（平成 9年）1月 2日 - 小松救難隊は海上保安庁よりの要請で、遭難沈没したロシア船籍ナホトカ号から乗員12名を救助。
- 2004年（平成16年）7月13日 - 新潟救難隊、小松救難隊が新潟集中豪雨で取り残された中ノ島保育園から園児約80名を救助。
- 2004年（平成16年）10月24日 - 23日に発生した新潟県中越地震へ新潟、小松救難隊、浜松救難隊が出動して、被災住民1200名以上を救出。
- 2007年（平成19年）3月31日 - 那覇救難隊は鹿児島県徳之島で30日夜間に発生した急患空輸のため出動して遭難した陸上自衛隊第101飛行隊の捜索救難に出動して、遭難機の発見と乗員4名の救助に当たった。救難活動中には天城岳付近で救難隊ヘリに接近して来たNHK取材ヘリとニアミスが発生している。
- 2008年（平成20年）6月14日 - 秋田救難隊、松島救難隊は、岩手・宮城内陸地震によるバス転落事故で谷間に転落したバスより17名の乗客を救助[13]。
- 2010年（平成22年）7月25日 - 百里救難隊は、埼玉県防災航空隊の墜落事故に出動して、乗員5名および遭難者1名を救助および搬送。通常の民間機事故（軍事以外）の場合は、要請権を持つ東京空港事務所長が直ちに災害派遣要請を出すが、この事故では遭難通報から2時間15分後に埼玉県知事が災害派遣として出動要請を出した。
- 2011年（平成23年）3月11日 - 東北地方太平洋沖地震で、百里救難隊、浜松救難隊が派遣[14] され活動開始。一方で松島救難隊は津波により活動航空機を失ったが、隊員は百里救難隊に配置され、その後の救難活動に当たった[15]。
- 2011年（平成23年）3月14日 - 地震対応で、13日、14日だけでも秋田救難隊は要救助者300人以上を救助[16][17]。
- 2011年（平成23年）3月21日 - 東北・関東巨大地震（東日本大震災）での人命救助が新田原救難隊は約3500人[18] となった。
- 2011年（平成23年）3月25日 - 東北地方太平洋沖地震で航空自衛隊救難隊などは約1万9300人[19] の人命救助を行なった。
- 2013年（平成25年）2月21日 - 新潟救難隊、秋田救難隊は第九管区海上保安本部部長より災害派遣要請（外国船員遭難・救助活動）により、沈没して救命ボートで漂流中のカンボジア船（DONG HAI No1）乗員12名を洋上より救助した[20]。
- 2014年（平成26年）9月27日 - 御嶽山噴火による遭難者の救助にのため長野県知事から陸上自衛隊へ出された災害派遣では、浜松救難隊、救難教育隊（小牧基地）が支援のため派遣され救助活動に従事した[21]。
- 2015年（平成27年）3月11日 - 第九管区海上保安本部長からの要請で、石川県能登半島沖（小松基地より北西約280km付近）にて沈没寸前のカンボジア船（TONG YUAN HAI）から、派遣された小松救難隊、新潟救難隊は約20m/sの強風にもかかわらず外国人乗組員14名の全員を無事に救助した[22]。
- 2015年（平成27年）9月10日 - 台風18号などによる豪雨災害では、茨城県常総市の鬼怒川の堤防決壊により住民が濁流に取り残され、救助のために百里救難隊が派遣された。百里救難隊は保育園児ら18人の救助や氾濫地域の住民救助を行った。また浜松救難隊も派遣され、10日午後4時より取り残された住民の救助活動にあたり、11日までに約40人を救助した[23]。

## 殉職事故
- 1963年（昭和38年）3月16日  芦屋救難分遣隊のH-21双発ヘリが北陸豪雪出動後の帰途で、香川県三豊郡詫間町で墜落、乗員10名が死亡した。
- 1970年（昭和45年）9月 2日　新田原基地の新田原救難隊機（MU-2S）が滋賀県彦根市で、小松基地への航行訓練中に墜落し、乗員4名が死亡した。
- 1973年（昭和48年）4月11日　新田原救難隊機（MU-2S）が宮崎県の尾鈴山で訓練飛行中に墜落、乗員4名が死亡した。
- 1994年（平成6年）10月19日　秋田分屯基地の秋田救難隊機（MU-2A）が遠州灘で整備試験飛行中に墜落し、乗員2名が死亡した。
- 1994年（平成6年）12月2日  千歳救難隊のUH-60Jが北海道の奥尻島に急患輸送任務で向かう途中で墜落、乗員4名が死亡した。
- 2005年（平成17年）4月14日　新潟分屯基地の新潟救難隊機（MU-2A）が訓練中に墜落し、乗員4名が死亡した。このため同年7月末まで全機が運用停止となった。
- 2017年（平成29年）10月17日　浜松基地のUH-60Jが夜間捜索訓練のために南に31Kmほど行ったところでレーダーから消え通信が途絶えてしまった。後、同年の12月13日に救難活動を打ち切った。殉職者3名、行方不明1名。

## 劇画・映画
- 小松救難隊をモデルにしたテレビアニメの『レスキューウイングスシリーズ』により、存在があまり知られていなかった救難隊やメディックの活躍を世に知らしめる切っ掛けを作っている。また、2008年には実写版として『空へ-救いの翼 RESCUE WINGS-』が映画として公開されたが、撮影に際しては航空自衛隊や海上自衛隊が協力している。
- 救難隊創設の50周年記念では救難機に記念塗装を施されたが、一部にはアニメのキャラクター[24] を採用する部隊もあった。